# Avidez
Definido como la ansia o el deseo muy fuerte e intenso de tener o conseguir algo. (Fuente : WordReference.com Diccionario de la lengua española)
```
             
Ejemplo: avidez de conocimientos, de poder
```

Avidez, También se define en inmunología como la fuerza de unión entre anticuerpo con epítopos multivalentes.
Es un concepto importante a tener en cuenta a la hora de estudiar la interacción antígeno anticuerpo de moléculas polivalentes (en el caso de los anticuerpos, puede ser de 2 a 10), y es un concepto que encierra la fuerza de interacción de todos los ligandos, en contraposición al concepto de afinidad, que considera la fuerza de unión para una interacción única, epítopo, paratópo.
- Datos: Q419425